# Alexandre MacDougall
Alexandre MacDougall, connu également sous le nom de Alexandre de Lorne, et Alexandre d'Argyll (gaélique écossais : Alasdair MacDubhgaill († vers 1310) 4e seigneur de Dunollie et de Lorn, est un magnat écossais de la fin du XIIIe siècle et du début du XIVe siècle.

## Origine
Alexandre est le fils de Ewen MacDougall, seigneur des Îles. Il porte le nom du roi Alexandre III d'Écosse reconnu comme suzerain par son père. Les détails sur les premières années de sa vie sont rares mais il semble qu'il succède à son père comme seigneur d'Argyl et Lorne et comme chef du clan MacDougall à la mort de ce dernier vers 1263/1275. Selon des sources tardives Alexandre MacDougall et l'un des chefs du corps expéditionnaire écossais qui prend le contrôle de l'île de Man en 1275. En 1284 comme les autres grand seigneurs écossais il reconnaît Margaret de Norvège comme l'héritière de son grand père le roi Alexandre III.

## Seigneur d'Argyll
La crise de succession écossaise qui résulte des morts d'Alexandre III en 1286 et de son héritière Marguerite en 1290 lui permet de jouer un rôle important dans les conflits liés à la succession. Il avait en effet épousé une sœur de John II Comyn, seigneur de Badenoch, parent et allié du prétendant et futur roi Jean de Bailleul,
Alexandre d'Argyll devient donc un partisan de la famille de Bailleul et s'oppose ainsi aux prétentions de leurs principaux rivaux, la Maison de Bruce. Pendant la grande cause il sert comme auditeur de Jean de Bailleul, et après son accession au trône il demeure son fidèle allié et aide le roi qui le nomme shérif d'Argyll. L'alliance entre MacDougall et Bailleul est à l'origine de l'alliance opposée mise en œuvre par son gendre et rival régional du clan MacDougall Alexandre Óg MacDonald, et la Maison de Bruce. Alexandre est capturé lors de la bataille de Dunbar par les Anglais et il est emprisonné au château de Berwick-upon-Tweed jusqu'en mai 1297.
Après la déposition de Jean d'Écosse en 1296, MacDougall s'oppose au pouvoir de son nouveau suzerain Édouard Ier d'Angleterre. La chute de la royauté écossaise déclenche un conflit entre les deux principales familles des Highlands de l'Ouest le clan MacDougall et le clan MacDonald qui s'insère dans le conflit général connu désormais comme les guerres d'indépendance de l'Écosse. En 1299, selon les chroniques d'Irlande, Alexandre Óg MacDonald tombe dans un combat contre les MacDougall .
MacDougall se réconcilie avec le Édouard Ier d'Angleterre en 1304 et devient un membre du Conseil écossais mis en place par le roi. Le meurtre de son parent John III Comyn, seigneur de Badenoch en 1306 par Robert de Brus, comte de Carrick, renforce la position anti-Bruce de  MacDougall, et il s'oppose personnellement au nouveau roi après que ce dernier se soit fait couronner à Scone. Il le met en fuite lors de la bataille de Dalrigh au sud de Tyndrum en juillet 1306.
Au cous de l'été 1308, le roi Robert Ier entreprend sa campagne de conquête des Highlands occidentaux et attaque les positions des MacDougall avec ses alliés locaux du clan Campbell. Le fils d'Alexandre, John d'Argyll, est défait le 15 août lors de la bataille de la passe de Brander et après la prise de sa forteresse de Dunstaffnage, par les forces de Robert Bruce, Alexandre doit accepter la « paix du roi ». Alexandre et son fils John participent au Parlement de Westminster le 16 juin 1309 et en 1310 ils s'exilent en Angleterre et se mettent au service du roi Édouard II d'Angleterre. Alexandre meurt la même année peut-être au service des Anglais en Irlande.

## Union et postérité
La seule épouse connue d'Alexandre est la sœur anonyme de John II Comyn dont il a plusieurs enfants dont :
- John Baccach MacDougall († vers 1317), 5e seigneur de Dunollie et de Lorn
- Juliana épouse Alexandre Ier MacDonald d'Islay, seigneur des Îles
- Donnchadh
- Christiana, épouse de Maol Mhuire du clan Lamont
- une fille anonyme épouse de Lachlan MacRuaraidh, du clan MacRuari, fils  d'Ailean († vers 1284) seigneur de Garmoran  de North Uist et South Uist.

## Sources
- (en)  Michael Brown The Wars of Scotland 1214~1371 The New Edinburgh History of Scotland IV. Edinburgh University Press (Édimbourg, 2004)  (ISBN 0748612386).
- (en) G.W.S. Barrow Robert Bruce and the Community of the Realm of Scotland E.U.P 4e édition (Édimbourg, 2005)  (ISBN 0-7486-2022-2) p. 531.
- (en) John.L. Roberts  Lost Kingdoms Celtic scotland and the Middle Ages Edinburgh University Press (Édimbourg, 1997)  (ISBN 0748609105).
- (en) W. D. H Sellar « MacDougall, Alexander, lord of Argyll (d. 1310) », dans Oxford Dictionary of National Biography, Oxford University Press, 2004